# Leonard Byrd
Leonard Byrd (né le 17 mars 1975 à Fort Rucker, Alabama) est un athlète américain, spécialiste du 400 m.

## Biographie
Médaillé d'or du relais 4 × 400 m des Championnats du monde d'Edmonton en 2001, il se voir retiré de son titre après la disqualification de l'équipe américaine à la suite des aveux de dopage d'Antonio Pettigrew.
L'année suivante, il établit la MPMA en 44,45 s à Belém. Ce temps est d'ailleurs son record personnel.